# Dépôt vapeur du Mans
Le dépôt vapeur du Mans était dépôt de locomotives situé en marge de la gare du Mans à proximité de la gare du Mans-Triage. Il a fermé ses portes en 1974 et a été démoli en 1980.

## Histoire
Il fut au cours de son histoire le plus important dépôt de locomotives du Grand Ouest français. Son histoire s'est écrite en lien avec celle de la gare du Mans, mais il eut aussi sa propre histoire avec son propre parc et surtout ses propres locaux. C'est surtout autour de ce dépôt que s'est étalé le quartier Jean-Jaurès, ancien quartier ouvrier des anciens employés de la SNCF. Ce quartier a comblé le vide entre le dépôt vapeur et la gare du Mans-Triage, située à quelques kilomètres plus au sud.